# OM (sastav)
OM je američki duo sastav iz Kalifornije kojeg su 2003. osnovali članovi ritam sekcije stoner/doom metal skupine Sleep, nakon raspuštanja sastava. Prva tri albuma skupine uključuju Ala Cisnerosa na vokalu i bas-gitari i Chrisa Hakiusa na bubnjevima. Njihova je glazba u strukturi slična tibetanskim pjesmama i bogata je ritmovima i melodijama koji postižu ugođaj transa. Također se u njihovoj glazbi primjećuju veliki utjecaji sastava kao što su Black Sabbath, Pink Floyd, Sleep, Kyuss, dub, drone, ambient te bliskoistočna glazba. U prosincu 2007. sastav je nastupao u Jeruzalemu, njihov je nastup trajao više od pet i pol sati. Dio nastupa je izdano na 12' vinilu za izdavačku kuću članova skupine Sunn O))) - Southern Lord pod nazivom OM - Live at Jeruzalem.
31. siječnja 2008. godine, Hakius napušta sastav te je zamijenjen s bubnjarom iz skupine 'Grails Emilom Amosom'. OM je snimio single koji uključuje skladbu "Gebel Barkal" i na b-strani u dub miksu, "Version". To je ujedno i prvo OM izdanje koje uključuje Amosa na bubnjevima.

## Diskografija
Studijski albumi
- Variations on a Theme (2005.)
- Conference of the Birds (2006.)
- Pilgrimage (2007.)
- God Is Good (2009.)
- Advaitic Songs (2012.)

Koncertni albumi
- Live at Jerusalem (2008.)
- Live Conference (2009.)
- Live (2014.)
- BBC Radio 1 (2019.)

Split albumi
- Inerrant Rays of Infallible Sun (Blackship Shrinebuilder) (2006.)
- Om / Six Organs of Admittance (2006.)

## Vanjske poveznice
- My Space
- Službene stranice
- Holy Mountain (izdavačka kuća)   Arhivirana inačica izvorne stranice od 12. rujna 2008. (Wayback Machine)
- Video snimke OM nastupa na 'Amoeba Music'